# Mihai Antonescu

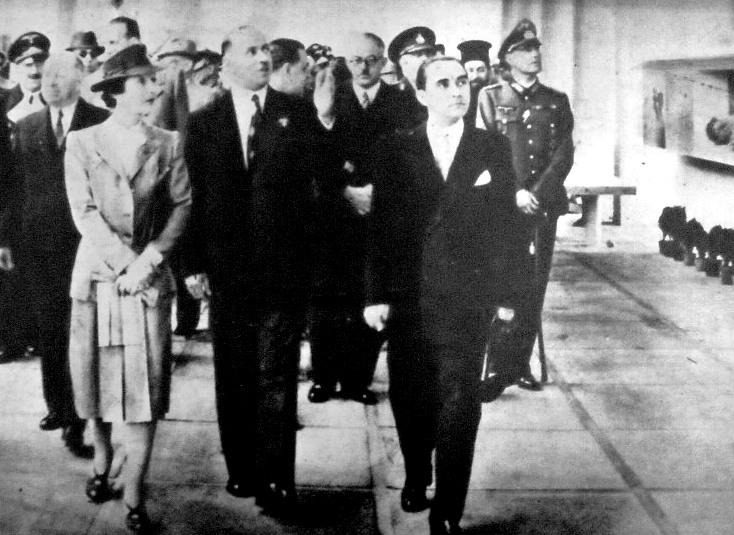
Mihai Antonescu na zdjęciu wykonanym między 1941 a 1942.

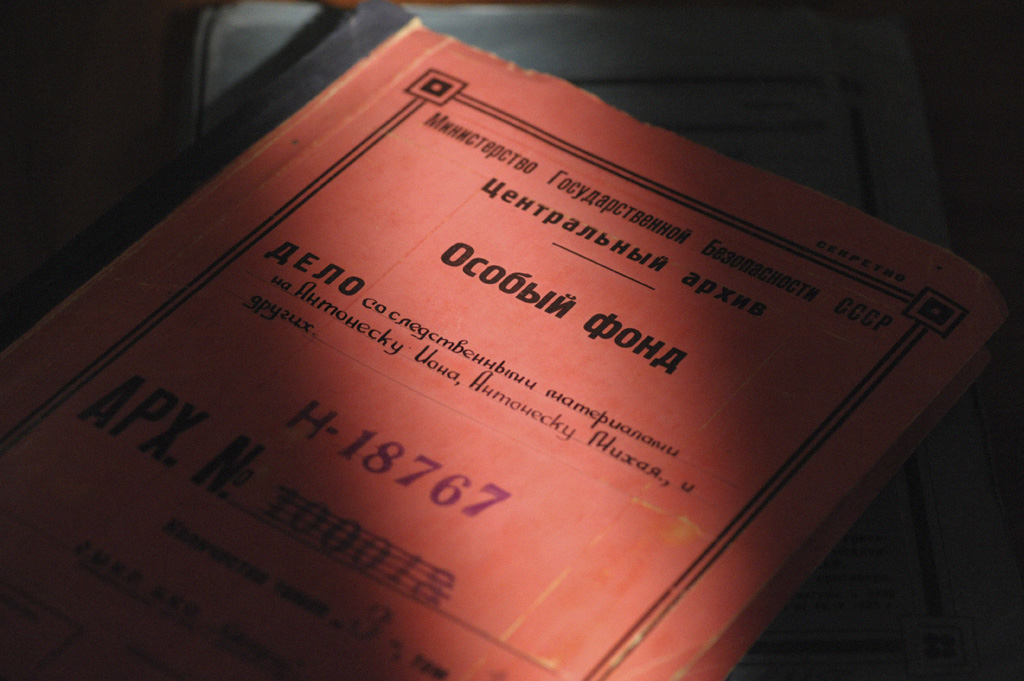
Teczka z archiwów FSB założona Ionowi i Mihai Antonescu.

Mihai Antonescu (ur. 18 listopada 1904 w Nucet, zm. 1 czerwca 1946 w Jilavie) – rumuński adwokat i polityk faszystowski, bliski współpracownik dyktatora Iona Antonescu, minister sprawiedliwości (1940–1941), następnie wicepremier i minister spraw zagranicznych (1941–1944); po II wojnie światowej rozstrzelany.

## Życiorys
W latach 1922–1926 studiował na Wydziale Prawa Uniwersytetu Bukareszteńskiego. W 1927 obronił doktorat z prawa, zaś w 1931 uzyskał stopień docenta. 
W 1940 nawiązał kontakt z Ionem Antonescu (niezwiązanym z nim rodzinne), który był więziony w klasztorze Bistrița z rozkazu króla Karola II. Mihai Antonescu został obrońcą Iona, a kiedy ten przejął władzę, adwokat objął urząd ministra sprawiedliwości. Sprawował go od listopada 1940 do stycznia 1941 w rządzie koalicyjnym z Żelazną Gwardią. Po nieudanej próbie zamachu stanu podjętej przez Żelazną Gwardię Ion Antonescu zlikwidował 27 stycznia 1941 tę organizację i objął funkcję premiera, zaś Mihai awansował na wicepremiera i ministra spraw zagranicznych. 
Atak Niemiec na ZSRR w dniu 22 czerwca 1941 spowodował konieczność częstego przebywania Iona Antonescu na froncie wschodnim, przez co Mihai był zmuszony pełnić obowiązki szefa rządu w jego imieniu. Odpowiadał też za kierunek rumuńskiej polityki zagranicznej z wyjątkiem stosunków z III Rzeszą, które leżały wyłącznie w gestii Iona. 
Mimo nacisków starał się chronić uchodźców polskich i przejawiał do nich życzliwy stosunek, kiedy ci udali się na emigrację do jego ojczyzny. Polskie władze (w ramach tzw. Akcji Trójnóg) skontaktowały się zarówno z nim, jak i z dyktatorem Rumunii w celu wyprowadzenia jej z przymierza z Niemcami. W ten sposób zapoczątkowane zostały wysiłki Rumunii w tajnych negocjacjach z aliantami. Były one prowadzone w latach 1942–1943 w Kairze, Ankarze, Sztokholmie, Madrycie, Lizbonie, Genewie i Watykanie. Inną niejawną inicjatywą ze strony Mihai Antonescu było utrzymywanie relacji z Włohchami, Francją Vichy, Hiszpanią i Portugalią w celu potencjalnego założenia „Osi Łacińskiej” skierowanej przeciwko ZSRR i Węgrom. W latach 1941–1943 dążył również do stworzenia nowej Małej Ententy z udziałem Rumunii, Chorwacji i Słowacji.
W 1943 wszystkie te działania zostały odkryte przez niemiecki wywiad w Turcji, a Adolf Hitler zaczął domagać się zdymisjonowania ministra spraw zagranicznych, napotkał jednak odmowę ze strony Iona Antonescu. Tymczasem Mihai w dalszym ciągu dążył do nawiązania kontaktów z państwami alianckimi przez placówki dyplomatyczne państw neutralnych w Bukareszcie, szczególnie przez Maurice de Wecka (posła Szwajcarii), jednak owe działania zakończyły się fiaskiem z powodu radzieckiego weta. 
Rankiem 23 sierpnia 1944 Mihai Antonescu depeszował do placówki dyplomatycznej w Sztokholmie w celu zawarcia pokoju z ZSRR. Tego samego dnia doszło do zamachu stanu, po którym obaj Antonescu – minister i dyktator –zostali aresztowani. Pod koniec sierpnia przekazano ich stronie radzieckiej i wywieziono do Moskwy, w której przebywali do kwietnia 1946. Zachowały się przekazy, według których obaj politycy nie wyrazili zgody na ścisłą współpracę z ZSRR w zamian za propozycje powrotu do władzy w Rumunii. W maju 1946 odbył się ich proces w Bukareszcie. Król Michał I proponował amnestię, lecz jego wniosek odrzucono, nie uwzględniając równocześnie przepisów konstytucji z 1923 i rumuńskiego kodeksu karnego, który nie przewidywał kary śmierci. Mihai Antonescu został rozstrzelany w ogrodzie więzienia w Jilavie wraz z marszałkiem Ionem Antonescu, generałem Constantinem Vasiliu i Gheorghe Axelianu (byłym gubernatorem w Transnistrii w latach 1941–1944).

## Wybór prac
- Organizarea păcii și Societatea Națiunilor (Organizowanie ładu pokojowego i Liga narodów, 1929)
- La Roumanie (1933)